# Paris-Tours 1995
La 89e édition de Paris-Tours a eu lieu le 15 octobre 1995. Elle constitue la dixième épreuve de la Coupe du monde de cyclisme et est remportée par l'Italien Nicola Minali de l'équipe Gewiss.

## Classement final
|    | Coureur            | Pays      | Équipe                |    | Temps           |
| -- | ------------------ | --------- | --------------------- | -- | --------------- |
| 1  | Nicola Minali      | Italie    | Gewiss-Ballan         | en | 5 h 45 min 55 s |
| 2  | Andreï Tchmil      | Belgique  | Lotto                 |    | m.t.            |
| 3  | Sven Teutenberg    | Allemagne | Novell                |    | m.t.            |
| 4  | Jürgen Werner      | Allemagne | Team Deutsche Telekom |    | m.t.            |
| 5  | Johan Capiot       | Belgique  | Refin-Cantina Tollo   |    | m.t.            |
| 6  | Hendrik Redant     | Belgique  | TVM                   |    | m.t.            |
| 7  | Adriano Baffi      | Italie    | Mapei-GB              |    | m.t.            |
| 8  | Lars Michaelsen    | Danemark  | Festina-Lotus         |    | m.t.            |
| 9  | Michele Bartoli    | Italie    | Mercatone Uno - Saeco |    | m.t.            |
| 10 | Gabriele Missaglia | Italie    | Brescialat            |    | m.t.            |